# Болница у Драчу 1915/16.
Болница у Драчу 1915/16. или пољска болница Тимочке војске била је једна од привремених установа војног санитета српске војске на левом крилу маршевске колоне током албанске голготе у Првом светском рату. У моменту оснивања 13. децембра 1915. болница је имала 400 болесника, да би тај број нарстао на 1.702 болесника, од којих су умрла 492.

## Намена болнице
Оснивање болнице у Драчу имало је три основна задатка; регулисање евакуације болесника и реконвалесцената, прихват болесника из прихватног центра у Драчу и лечење оболелих заробљеника аустријских војника које су српски војници водили ка Валони.
Регулисање евакуације
Драчка болница служила је и за регулисање евакуације болесника и реконвалесцената тако што је реконвалесценте и болеснике припремала за транспорт бродовима и лађама. Прилике у тој болници биле су тешке. Због великог броја оболелих који се свакодневно повећавао, из дана у дан, стално се ширио обим болнице на суседне зграде. Подизани су нови шатори, придруживале се нове пољске болнице, отварала нова одељења у Раштбулу.
Прихват болесника из прихватног депоа у Драчу
Како је ради прикупљања заосталих војника, оних који су изгубили своје команде, и њиховог прикључења матичној јединици, у Драчу организован и прихватни депо с циљем да се у њима групишу болесни и потпуно изнемогли, бригу о овом депоу водила је болница у Драчу.
Лечење оболелих заробљеника аустријских војника
Болница је морала да води бригу и о болсницима из прве група од 1.500 заробљених аустријских војника, са којима је српска војска 7. децембра 1915. ушла у Драч.
Како је због бојазни од побуне народа против Есад паше, одлучено да се заробљеници не пуштају у Драч, већ да се најпре концентришу у Каваји, а потом убрзано шаљу у Валону, притисак оболелих на драчку болницу није био велики.

## Организација и резултати рада
Оболело људство српске војсе на левом маршевском правцу прихваћено је први пут на организовано збрињавање тек кад су челне јединице пристигле у Тирану. Како у Тирани незнатне количине намирница према броју трупа, није било у могуће обезбедити, како би се утолила глад која је око 15.
децембра наступила код свих јединица српске војске, уследило је наређење да се због стања у коме су били војници у тој развученој колони у Тирани (управник др Никола Христић) и Елбасану (управник др Никола Благојевић) формирају болнице, које ће касније бити евакуисане у Драч и Кавају.
Тако је основана болница у Драчу, која је у овом граду радила од 13. децембра до 26. јануара 1916. године. У драчкој болници која је била нешто боље снабдевене захваљујући томе што је битољска стална војна болница при евакуацији изнела и сачувала највећи део санитетског материјала, у овом периоду, лечена су 1.702 болесника, од којих су умрла 492. 
Међутим кроз ову болницу прошло је далеко више војника од броја који је наведен, јер се поуздано зна да је ту издвојено и остало сво слабо људство које није могло маршевати за Валону. Већина њих потражила је помоћ или била ослоњена на драчку болницу у ишчекивању поморског транспорта.
Након што је Врховна команда од потчињених састава захтевала што бржу евакуацију болесника способних за покрет из драчке болнице, за сво остало болесно и изнурено људство, неспособно да маршује сувим, одобрено је прикупљање људства у прихватном логорима у непосредној близини драчког пристаништа, о којем је такође бригу водио санитетски кадар из драчке болнице.
Само поступак медицинског збрињавања у драчкој болници био је сличан али мало организованији него онај у Медови. Здравствени рад болнице у Драчу, због услова у њој и огромног броја болесних, у првом периоду морао је да се ограничи само на пружање хитно помоћи, на купање, чишћење, прање одеће и дезинфекцију оболелих и дистрибуцију лекова, уз покушаје да се, што је више могуће, изолују заражени и издвоје они који су са њима били у додиру, како би се избегло даље ширење и пренос заразе која је увелико почела да влада међу српским и заробљеним аустрогарским заробљеницима.
Дизентерија, тифус, колера, биле су примарне заразне болести које су Србе здравствено масакрирале. Оне су претиле да захвате целокупни прихватне центре на обалама Драча, а потом и оне у Валони, Бриндизију, Барију, Фођи, Таранту, као и сва остала места на италијанској обали Јадрана где су српски војници у масама искрцавани. На то је утицала и чињеница да су из Драча први војници који су евакусисни, били они „најслабији” и најтеже оболели, који су након укрцавања у бродове болнице или на мање пароброде, одмах пребацивани у Валону.